# IVe législature de la Troisième République française
La IVe législature de la Troisième République française est un cycle parlementaire qui s'ouvre le 10 novembre 1885 et se termine le 11 novembre 1889.

## Composition de l'exécutif
Président de la République : 
- Jules Grévy (1879-1887)
- Sadi Carnot (1887-1894)

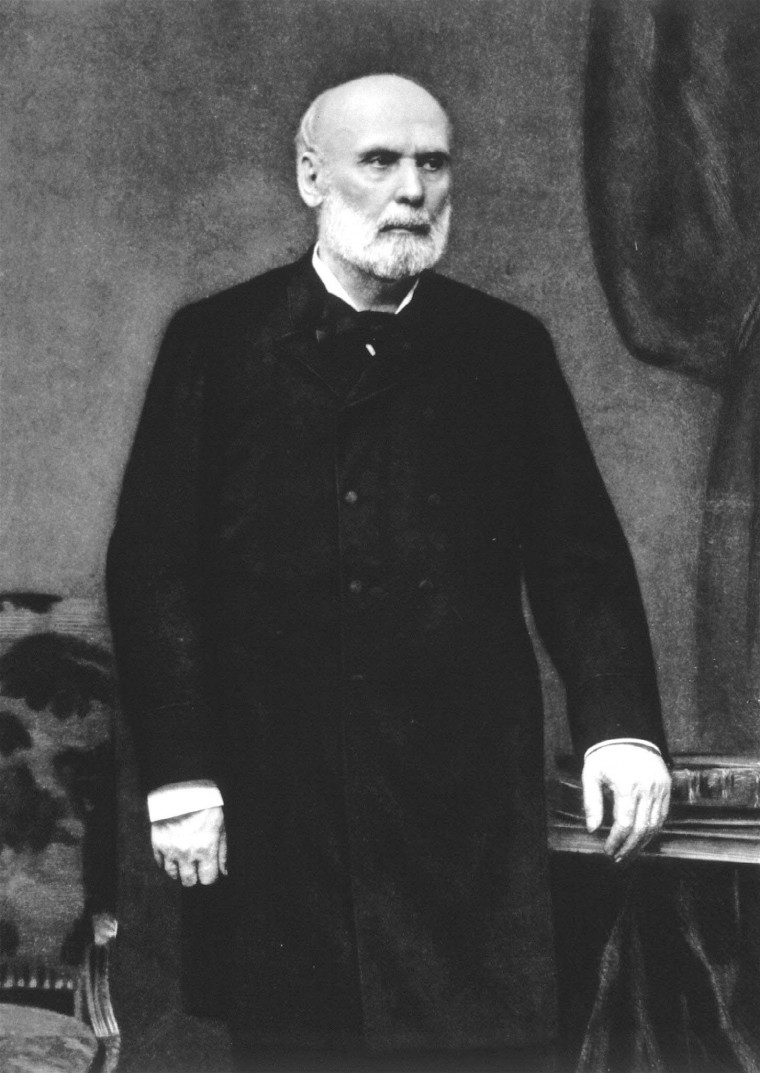
Jules Grévy
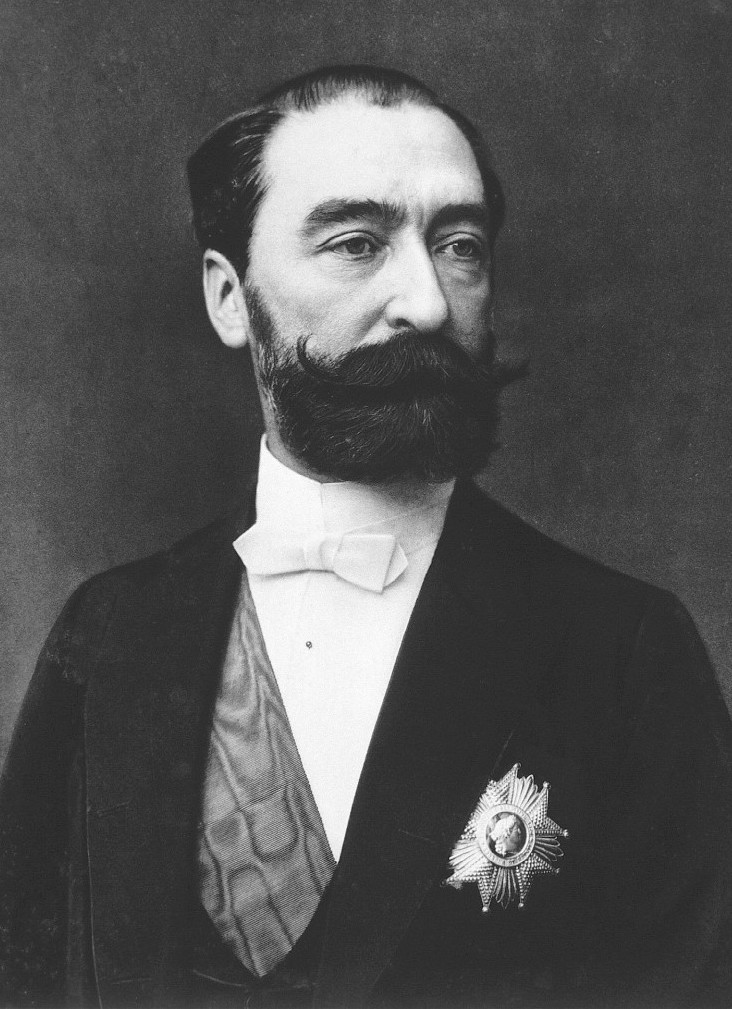
Sadi Carnot

Président de la Chambre des députés : 
- Charles Floquet (1885-1888) ;
- Jules Méline (1888-1889).

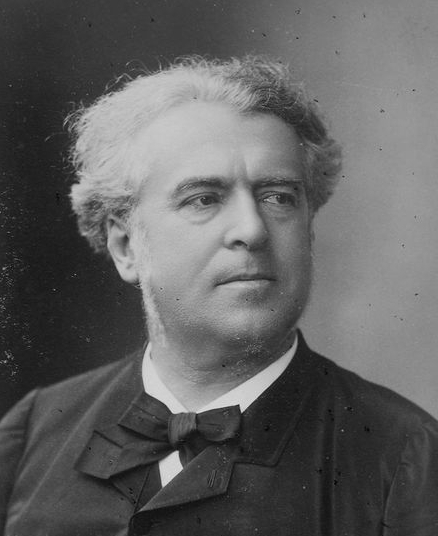
Charles Floquet
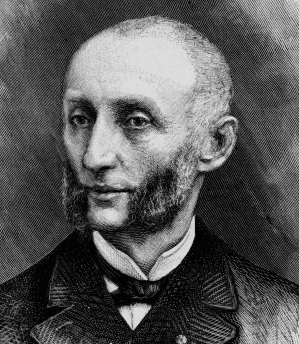
Jules Méline

| Gouvernement | Gouvernement         | Gouvernement                          | Dates (Durée)                                         | Président du Conseil                | Composition initiale                   |
| ------------ | -------------------- | ------------------------------------- | ----------------------------------------------------- | ----------------------------------- | -------------------------------------- |
| 1            | Charles de Freycinet | Gouvernement Charles de Freycinet (3) | du 7 janvier 1886 au 3 décembre 1886 (330 jours)      | Charles de Freycinet (Opportuniste) | 12 ministres 4 sous-secrétaires d'État |
| 2            | René Goblet          | Gouvernement René Goblet              | du 11 décembre 1886 au 17 mai 1880 (157 jours)        | René Goblet (Radical)               | 11 ministres 1 sous-secrétaire d'État  |
| 3            | Maurice Rouvier      | Gouvernement Maurice Rouvier (1)      | du 30 mai 1887 au 4 décembre 1887 (188 jours)         | Maurice Rouvier (Opportuniste)      | 10 ministres                           |
| 4            | Pierre Tirard        | Gouvernement Pierre Tirard (1)        | du 11 décembre 1887 au 30 mars 1888 (110 jours)       | Pierre Tirard (Opportuniste)        | 10 ministres                           |
| 5            | Charles Floquet      | Gouvernement Charles Floquet          | du 3 avril 1888 au 14 février 1889 (317 jours)        | Charles Floquet (Radical)           | 10 ministres                           |
| 6            | Pierre Tirard        | Gouvernement Pierre Tirard (2)        | du 22 février 1889 au 13 mars 1890 (1 an et 19 jours) | Pierre Tirard (Opportuniste)        | 10 ministres                           |

## Composition de la Chambre des députés

### Composition en début de législature
| Groupe parlementaire     | Groupe parlementaire     | Groupe parlementaire     | Députés |  |
| Groupe parlementaire     | Groupe parlementaire     | Groupe parlementaire     | Total   |  |
| ------------------------ | ------------------------ | ------------------------ | ------- |  |
|                          | UdG                      | Union des gauches        | 283     |  |
|                          | UD                       | Union des droites        | 201     |  |
|                          | EXG                      | Extrême gauche           | 60      |  |
|                          | GR                       | Gauche radicale          | 40      |  |
|                          |                          |                          |         |  |
| Total des sièges pourvus | Total des sièges pourvus | Total des sièges pourvus | 584     |  |

#### Composition détaillée
| Bloc             | Groupes                   | Groupes                                           | Tendances             | Tendances | Tendances |
| ---------------- | ------------------------- | ------------------------------------------------- | --------------------- | --------- | --------- |
| Républicains 383 |                           |                                                   |                       |           |           |
|                  | Extrême gauche            |                                                   | Parti ouvrier         | 2         |           |
|                  | Extrême gauche            | Fédération des travailleurs socialistes de France | 2                     |           |           |
|                  | Extrême gauche            | Socialiste indépendant                            | 1                     |           |           |
|                  | Extrême gauche            | Radicaux-socialistes                              | 55                    |           |           |
|                  | Gauche radicale           |                                                   | Républicains radicaux | 40        |           |
|                  | Union des gauches         |                                                   | Union républicaine    | 200       |           |
|                  | Union des gauches         | Union démocratique                                | 83                    |           |           |
| Monarchistes 201 | Union des gauches         |                                                   |                       |           |           |
|                  | Union des droites         |                                                   |                       |           |           |
|                  | Orléanistes               | 63                                                |                       |           |           |
|                  | Légitimistes et cléricaux | 73                                                |                       |           |           |
|                  | Bonapartistes             | 65                                                |                       |           |           |
| Total :          | Total :                   | Total :                                           | Total :               | Total :   | 584       |

### Composition en fin de législature
| Groupe parlementaire     | Groupe parlementaire     | Groupe parlementaire                                                     | Députés |  |
| Groupe parlementaire     | Groupe parlementaire     | Groupe parlementaire                                                     | Total   |  |
| ------------------------ | ------------------------ | ------------------------------------------------------------------------ | ------- |  |
|                          | UdG                      | Union des gauches                                                        | 282     |  |
|                          | UD                       | Union des droites                                                        | 202     |  |
|                          | GR                       | Gauche radicale                                                          | 39      |  |
|                          | EXG                      | Extrême gauche                                                           | 38      |  |
|                          | RS                       | Députés républicains socialistes (Ouvrier socialiste entre 1886 et 1887) | 23      |  |
|                          |                          |                                                                          |         |  |
| Total des sièges pourvus | Total des sièges pourvus | Total des sièges pourvus                                                 | 584     |  |

#### Composition détaillée
| Bloc             | Groupes                          | Groupes                                           | Tendances                          | Tendances | Tendances |
| ---------------- | -------------------------------- | ------------------------------------------------- | ---------------------------------- | --------- | --------- |
| Républicains 382 |                                  |                                                   |                                    |           |           |
|                  | Députés républicains socialistes |                                                   | Parti ouvrier                      | 3         |           |
|                  | Députés républicains socialistes | Fédération des travailleurs socialistes de France | 1                                  |           |           |
|                  | Députés républicains socialistes | Socialistes indépendants                          | 6                                  |           |           |
|                  | Députés républicains socialistes | Socialistes révisionnistes                        | 4                                  |           |           |
|                  | Députés républicains socialistes | Radicaux-socialistes                              | 7                                  |           |           |
|                  | Députés républicains socialistes | Radicaux-socialistes révisionnistes               | 2                                  |           |           |
|                  | Extrême gauche                   |                                                   | Radicaux-socialistes               | 33        |           |
|                  | Extrême gauche                   | Radicaux-socialistes révisionnistes               | 5                                  |           |           |
|                  | Gauche radicale                  |                                                   | Républicains radicaux              | 34        |           |
|                  | Gauche radicale                  | Radicaux révisionnistes                           | 5                                  |           |           |
|                  | Union des gauches                |                                                   | Association nationale républicaine | 193       |           |
|                  | Union des gauches                | Union libérale                                    | 83                                 |           |           |
|                  | Union des gauches                | Républicains révisionnistes                       | 6                                  |           |           |
| Monarchistes 202 | Union des gauches                |                                                   |                                    |           |           |
|                  | Union des droites                |                                                   |                                    |           |           |
|                  | Orléanistes                      | 63                                                |                                    |           |           |
|                  | Légitimistes et cléricaux        | 73                                                |                                    |           |           |
|                  | Bonapartistes                    | 65                                                |                                    |           |           |
|                  | Monarchiste révisionniste        | 1                                                 |                                    |           |           |
| Total :          | Total :                          | Total :                                           | Total :                            | Total :   | 584       |

## Travail parlementaire
Le 10 novembre 1885, Charles Floquet est réélu facilement par la Chambre ainsi que son premier vice-président Anatole de La Forge (Extrême gauche). Cependant, lorsque Eugène Spuller (opportuniste) est choisi comme second vice-président, les radicaux intransigeants s'indignent et font échouer son élection.
Le 16 novembre, Brisson se présente devant la Chambre pour une déclaration de gouvernement vague et longue, insistant sur les difficultés budgétaires. L'accueil à la Chambre est glacial. Lors de la validation des pouvoirs, 22 sièges sont invalidés, tous de droite. Pour régler l'affaire du Tonkin, le gouvernement demande 79 millions de francs, refuser signifiant l'évacuation. La commission élue est largement hostile, Georges Périn, un anticolonialiste notoire, en est élu président. Finalement, la décision est de ne pas donner les crédits demandés mais de garder les troupes sur place avec un plus faible budget. De même à Madagascar, le crédit est diminué à 3 millions. En décembre finalement, les crédits sont votés à quelques voix près.
En janvier 1886, Henri Rochefort présente une loi d'amnistie totale incluant tous les délits de presse, les insurgés arabes mais aussi les délits électoraux pour obtenir les voix de la droite. Le gouvernement y est hostile, la droite demandant aussi la fin des suspensions des traitements du clergé et d'autres s'opposant à l'amnistie pour les Algériens révoltés en 1871 (révoltes de Mokrani et de Thénia). Face à ces divergences, les membres de l'Extrême gauche retirent les délits électoraux pour obtenir le soutien des opportunistes, sans y parvenir. Henri Rochefort est mis en échec, le projet de loi est rejeté et Rochefort démissionne.
En mai 1886, la loi d'exil des prétendants au trône de France et leur famille est présentée à la Chambre, qui la renforce et la vote le 11 juin.
En octobre 1886, Ferdinand Sarrien est mis en minorité par la Chambre sur la gestion d'une grève à Vierzon. Freycinet obtient à 24 voix près la majorité pour garder les troupes au Tonkin mais le gouvernement n'a plus aucune autorité pour le vote du budget. Finalement le 3 décembre, le gouvernement est à nouveau mis en minorité après le vote d'un amendement pour la suppression des sous-préfets par 262 voix pour et 249 contre. Freycinet remet alors sa démission au Président Grévy. Cependant, l'amendement sera supprimer l'année suivante.
Le budget n'est finalement terminé que le 26 février 1887 uniquement grâce à des expédients pour éviter des dépenses provisoires. Le 14 février, les radicaux demandent la Séparation qui est repoussée. En mars, le conseil municipal de Marseille est dissous car elle a commémoré la Commune, l'Extrême gauche critique vivement le gouvernement, et retire son soutien. Au même moment, les opportunistes demandent à Goblet de se débarrasser de Boulanger. Le gouvernement et la Chambre tende la main à la droite lors du vote des crédits supplémentaires pour le ministère des Finances, sans succès. Il est alors décidé de changer la manière d'élire les membres de la commission des finances, via un scrutin de liste. La droite pourrait alors rentrer dans la commission. Cependant, ceux-ci demandent 9 sièges sur les 33 alors que les républicains offrent 4. Ils s'abstiennent..
Après l'affaire Schnæbelé en avril 1887, le gouvernement est ébranlé, les radicaux et les opportunistes ne veulent plus de gouvernement concentration mais ne peuvent rien proposer d'autre comme gouvernement. De plus, après les diverses actions de Boulanger et jusqu'à avril, Jules Ferry et Jules Grévy souhaitent se débarrasser de Boulanger. Finalement c'est bien par une alliance entre les opportunistes, quelques radicaux et la droite que le gouvernement tombe sur un vote du budget le 17 mai 1887 par 275 contre 257. Il y a alors environ 30 % des opportunistes et 30 % des radicaux qui votent contre le gouvernement, et notamment Clémenceau. Il s'agit alors officieusement de faire démissionner Boulanger en pensant qu'il va ensuite disparaitre du jeu politique.
Par une alliance de circonstance, le gouvernement Rouvier obtient le 31 mai, une majorité de 362 voix grâce à l'apport des votes de la droite à la suite d'un accord visant à évincer Boulanger et les radicaux contre la réduction de l'anticléricalisme.
En juin, la loi militaire est finalement adoptée. Les séminaristes sont bien astreint au service militaire. Une loi sur la liberté des funérailles est votée le 15 novembre.
Le scandale des décorations éclatent le 8 octobre et la Chambre commence à s'en prendre immédiatement à Wilson puis à Rouvier. Le 5 novembre, la Chambre ouvre une enquête parlementaire. Le ministre de la Justice est interpellé vivement par la Chambre qui le contraint à se retirer. La Chambre lève l'immunité parlementaire de Wilson le 17 novembre. Le 19 novembre, la Chambre, sur une proposition de Clemenceau, met en minorité le gouvernement par 317 voix contre 228. La Chambre ne se réunit alors qu'un quart d'heure par jour jusqu'au 1er décembre, attendant la communication de la démission de Jules Grévy. Celle-ci ne venant pas, elle vote un ordre du jour pour l'obtenir le lendemain.
Le 3 décembre, la Chambre et le Sénat se réunissent en Assemblée nationale pour élire un nouveau président de la République, Sadi Carnot.
Le reste de la législature est considéré comme presque vide par les contemporains, la Chambre fonctionnant de plus en plus mal, siégeant quatre jours par semaine mais avec de multiples interruptions, une opposition jouant toujours le temps puisqu'ils n'ont rien à perdre, un abus des lois d'intérêt local et du droit d'interpellation. La Chambre devient même contradictoire, votant parfois pour l'urgence puis refusant de passer à la discussion du texte. Elle renverse Tirard parce qu'il refuse la révision puis Floquet parce qu'il l'accepte. Le budget de 1888 est discuté uniquement à partir du 26 janvier 1888 et se termine le 16 mars, le Sénat doit l'examiner en deux semaines, finissant le 30 mars.
De plus, la délégation de vote est utilisée de manière abusive, puisqu'il n'y a aucune limite par député et que chacun peut donner à plusieurs. Seul le pointage permet de rectifier les votes, mais c'est l'annonce qui fait foi.
Le gouvernement est étroitement surveillé, contestant celui-ci dès la première occasion. La Chambre est alors de plus en plus impopulaire, sentiment renforcé par la profonde division creusée entre radicaux et opportunistes empêchant toute majorité solide.
Le nouveau gouvernement est d'abord considéré comme d'une transition vers un gouvernement plus stable et fort. Charles Floquet est réélu président de la Chambre mais avec uniquement 351 votants dont 55 blancs et nuls. Son discours d'investiture est ministériels. Dès le 16 janvier, le gouvernement est mis en difficulté par Gustave de Lamarzelle puis par Pierre Waldeck-Rousseau. C'est uniquement grâce à l'action de René Goblet que le gouvernement obtient un vote de confiance. Le 13 février, Félix Faure démissionne après l'échec de l'obtention de crédit pour le Tonkin. Le 23 février, un vote de confiance est voté avec uniquement 248 voix pour et 220 contre, sauvé par l'abstention de 41 monarchistes. Une nouvelle fois, le 28 février, le gouvernement frôle la chute face à l'élection du ministre Flourens qui est vue comme une candidature officielle. Une proposition de loi interdisant aux ministres de se présenter aux élections partielles est repoussée par 238 contre 221.
Le 20 mars, le gouvernement traduit Boulanger devant un conseil d'enquête et le ministre Logerot le radie des cadres de l'armée le 27. Le 30 mars, l'examen du budget est presque terminé et les parlementaires estiment que le gouvernement avait fait ce que l'on attendait de lui.
Le 1er avril 1888, Georges Laguerre, souhaitant accélérer les choses, propose à la Chambre une proposition de révision constitutionnelle. Tirard, pose la confiance envers le gouvernement contre l'urgence de la proposition. Il est alors renversé par 268 contre 237 (les socialistes, l'extrême gauche et la gauche radical votant en même temps que 136 députés de droite). La Chambre refuse cependant la nomination immédiate de la commission (250-150). Pierre Tirard présente la démission du Gouvernement au président de la République, Sadi Carnot.
Dès le 3 avril 1888, Charles Floquet est nommé président du Conseil et se présente devant la Chambre qui l'accueille de manière glaciale. Pour remplacer Floquet à la Présidence de la Chambre, une élection a lieu le même jour. Clémenceau est soutenu par les radicaux mais les opportunistes s'y opposent. Au premier tour, c'est Henri Brisson qui est en tête avec 156 voix, suivit par Clémenceau avec 116 voix, puis Louis Andrieux avec 113 voix, soutenu par la droite. Il manque environ 150 députés lors de ce vote. Au second tour, Clemenceau passe en tête avec 169 voix, Brisson 151 et Andrieux 10. Le troisième tour a lieu le lendemain, après une négociation entre la droite et les opportunistes le nom de Jules Méline est décidé. Les deux principaux concurrents sont à égalité avec 168 voix et c'est Jules Méline qui gagne au bénéfice de l'âge. Brisson obtient seulement 62 voix. Méline est vite dépassé par les débats qui s'annoncent chaotique et manque d'autorité.
La loi du 8 juin permet au comptoir national d'escompte de Paris de faire une souscription de 1,2 million d'obligations sur la compagnie universelle du canal interocéanique de Panama mais seuls 800 000 francs sont obtenus. Le 13 décembre, la difficulté financière est rendue publique après une nouvelle demande de souscription tandis que le gouvernement propose de suspendre les payements pendant trois mois, qui est refusé par le Chambre et entérine la ruine de la société et de ses souscripteurs qui perdent tout. Durant tout le reste de l'année, la révision est étudiée en commission puis après y être sortie, doit y revenir en octobre.
Pour la première fois depuis plusieurs années, le budget est voté avant le 31 décembre.
Le 8 janvier, lors de la séance de rentrée parlementaire, Pierre Blanc prononce un discours prônant l'union des républicains mais il n'est pas écouté. Jules Méline est réélu au bout de trois tours grâce au retrait de Clemenceau après le second tour. Un quart des députés étaient absents. Après la victoire de Boulanger à Paris le 27 janvier, un électrochoc se produit chez les républicains. Ils votent la loi du 13 février 1889 qui rétablit le scrutin uninominal pour les prochaines élections générales. Le lendemain, la Chambre, où les opportunistes hostiles au révisionnisme se regroupent autour des boulangistes et des conservateurs, vote l'ajournement de la révision constitutionnelle, et le gouvernement Floquet doit démissionner. L'objectif des opportunistes étant de forcer un gouvernement d'unité républicaine et de concentration.
C'est finalement Pierre Tirard qui forme une nouveau gouvernement incluant Ernest Constans à l'Intérieur. Il annonça sa volonté « d'assurer le maintien de l'ordre légal et le respect dû à la République ». Huit jours après son entrée en fonction, il fait dissoudre la Ligue des patriotes. Le siège de la Ligue est perquisitionné et toute réunion de la Ligue est interdite, la ligue est donc de facto dissoute. Le 7 mars, le gouvernement engage l'action judiciaire et le 11, il demande la levée de l'immunité parlementaire pour : Laguerre, Laisant, Turquet et Naquet. Le 14 mars, la Chambre et le Sénat lèvent les immunités parlementaires.
Le 29 mars, la procédure de Haute Cour est déposée à la Chambre tandis que le 30 mars, le Conseil des ministres publie une note officielle se positionnant pour les poursuites contre Boulanger. Des rumeurs d'arrestations sont lancées contre Boulanger par le gouvernement. Boulanger, sur conseil de Dillon et Rochefort, fuit pour la Belgique le 1er avril. Le gouvernement a le champ libre pour déposer sa demande de fin d'immunité parlementaire le 4 avril, qui est voté par 353 contre 199. Le gouvernement a réussi à peu de frais politique à discréditer Boulanger et à considérablement affaibli le boulangisme.
Pendant le printemps et l'été la législature passe plusieurs lois : 
- loi sur les faillites, création de la liquidation judiciaire le 4 mars
- loi réglementant le cri des journaux par les camelots, le 19 mars
- loi sur les égouts de Paris, le 25 mars
- loi sur la nationalité, le 26 juin
- loi militaire le 15 juillet
- loi nationalisant les réseaux téléphoniques le 16 juillet
- loi sur le métayage très favorable au bailleur le 18 juillet
- loi sur le traitement des instituteurs le 19 juillet
- loi sur la protection des enfants maltraités le 21 juillet
- loi interdisant l'appellation de vin pour les boissons venant de raisins secs, le 14 août.

En fin de cession parlementaire, la Chambre adopte le 13 juillet une loi contre les candidatures multiples, rendant aussi obligatoire la déclaration de candidature. Après le passage au Sénat, la loi est adoptée le 17 juillet. Ces deux lois doivent considérablement affaiblir le boulangisme, mais en revenant sur un grand principe de la République, la liberté d'élection.